# لیویو ناگی
لیویو ناگی (رومانیایی: Liviu Naghy؛ ۲۰ نوامبر ۱۹۲۹ – ۱۹۸۹) بازیکن بسکتبال اهل رومانی بود. وی در بازی‌های المپیک تابستانی ۱۹۵۲ شرکت کرده‌است.